# Napolact

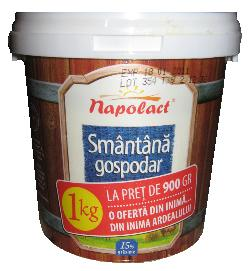
Smântână de la marque Napolact

Napolact ou Napolact S.A. est une compagnie agroalimentaire roumaine spécialisé dans les produits lactés.  Napolact possède deux usines, une à Cluj-Napoca et une autre à Țaga. Napolact emploie 394 employés en 2011.

## Histoire
À l'origine Napolact était une petite fabrique du nom de Vlad. Des documents attestent son existence en 1905. Cette usine produisait du fromage à base de lait de vache et du beurre. Vlad a été la première usine roumaine à produire du yaourt et à l'avoir introduit dans le marché roumain à Cluj. En 1936, Vlad produit des fromages fermentés et des fromages fondus qu'il exporte dans de nombreux pays, notamment aux États-Unis.
Après la nationalisation de l'usine en 1934, Vlad’s devient Intreprinderea de Industrializarea Laptelui Cluj, et après 1990 elle change de nouveau d'appellation pour son nom actuel S.C. Napolact S.A.
En 2004, Napolact est racheté par le hollandais Friesland Foods. En 2009, il fusionne avec Campina, pour former Friesland Campina.

## Produits
Napolact vend tout une gamme de produits dérivés du lait, comme du lait, du yaourt, du kéfir, du sana, du beurre, et de la smântână sous les noms de Gospodar et Prima.
Napolact produit la plupart des fromages que l'on peut déguster en Roumanie, comme le Brânză de burduf, le Năsal, le Târnava, l'Alpina, l'Alpina afumată, le Montana, le telemea et le  cașcaval.